# Сражение при Диакене
Сражение при Диакене — военное столкновение между силами печенегов и Византийской империи, произошедшее осенью 1049 года в районе Диакене, за Балканскими горами, недалеко от Ста-Холмов. Битва стала ключевым эпизодом в рамках печенежско-византийского конфликта середины XI века.

## Предыстория
С 1048 года в Константинополе пребывали Тирах и ряд других печенежских вождей. Император Константин IX Мономах пытался использовать их для установления мира с кочевниками, предложив богатые дары и дальнейшие привилегии. После получения согласия, скреплённого клятвой на христианском кресте, Тирах с соратниками был отправлен в степи с задачей склонить свои племена к миру. Однако, прибыв на родину, Тирах и его сторонники отреклись от клятвы, вернулись к традиционным верованиям и встали во главе антивизантийского сопротивления.

## Силы сторон
Византийская армия состояла из частей восточных фем, а также из отрядов франкских наёмников под командованием Ерве. Общее руководство осуществлял евнух Никифор, ранее священник, занимавший в тот момент должности ректора и стратопедарха. Численность обеих сторон точно не установлена.

## Ход битвы
Имперские войска прошли через проход, известный как Железный запор (клисура), и сосредоточились в районе Диакене. Византийское командование рассчитывало на лёгкую победу и заранее подготовило верёвки и ремни для взятия пленных. Печенеги выстроили оборонительный лагерь, окружённый телегами. Они отразили два византийских наступления, применив меткую стрельбу из луков с возвышенности. Затем печенеги перешли в контратаку. Византийская армия была деморализована, командиры первыми покинули поле боя. Армия была рассеяна, понесла большие потери. Уцелевшие спасались бегством в лесах и ущельях Балкан.

## Последствия
Победа позволила печенегам беспрепятственно разорять македонские области Византии. Набеги продолжались до следующего лета, в ходе которых кочевники возвращались в свои становища с добычей. Сражение при Диакене серьёзно ослабило военную инициативу Византии на северных границах и укрепило авторитет печенежского лидера Тираха.